# Diogenes pugilator
Diogenes pugilator är en kräftdjursart. Diogenes pugilator ingår i släktet Diogenes, och familjen Diogenidae. Arten har ej påträffats i Sverige.

## Bildgalleri

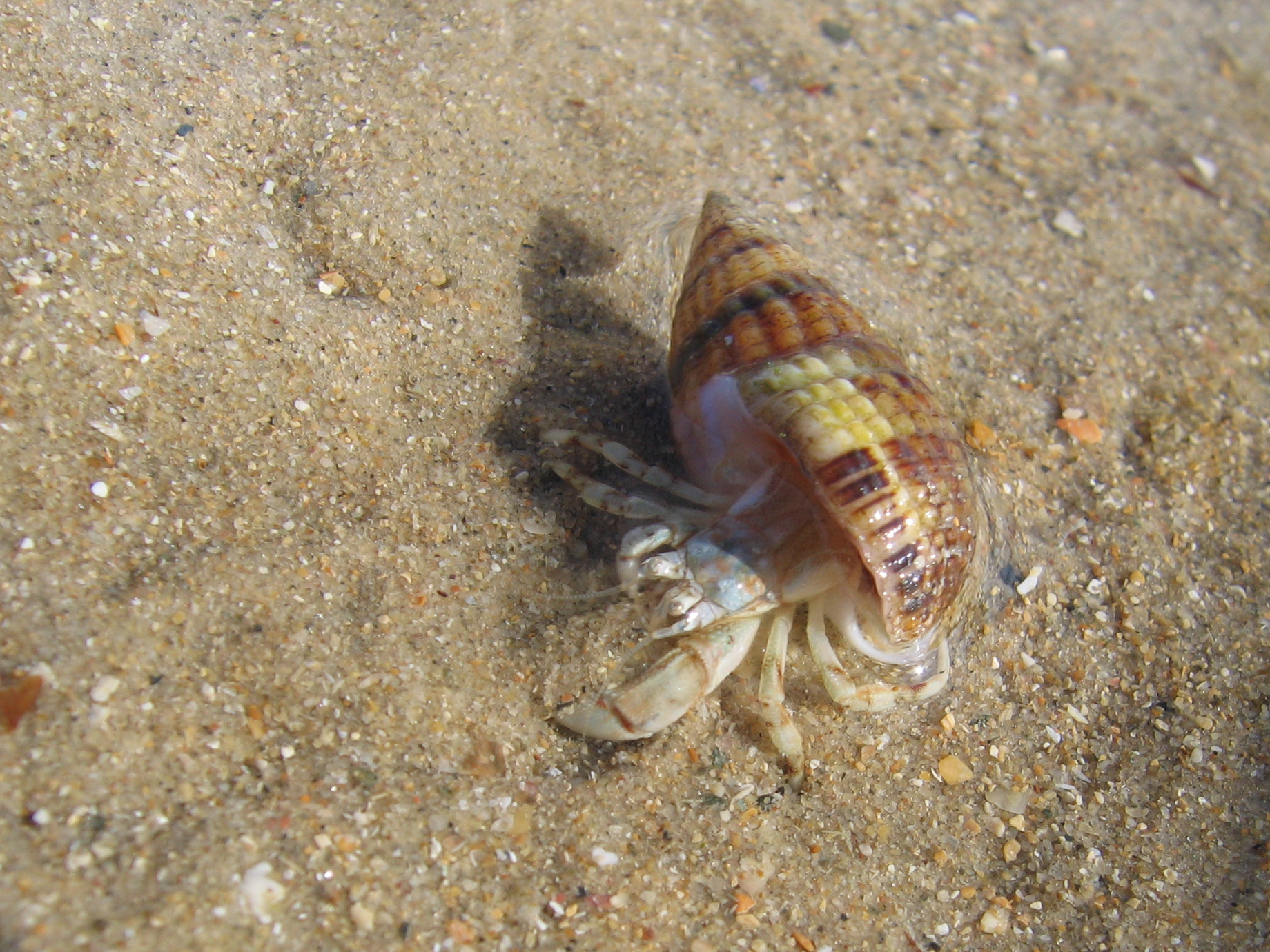
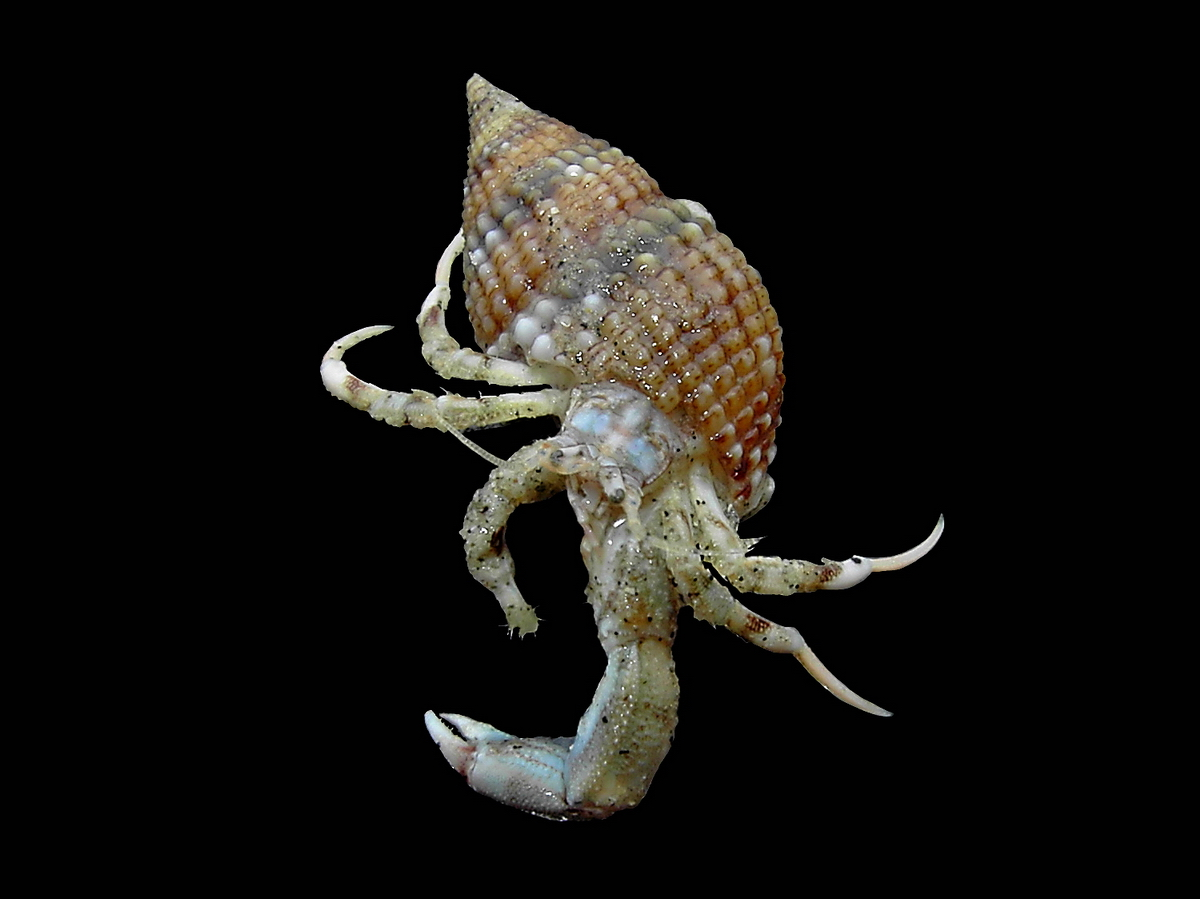